# Hermann Bartels (Maler)
Hermann Bartels (* 1928 in Riesenburg, Westpreußen; † 19. Mai 1989 in Düsseldorf) war ein deutscher Maler und Objektkünstler.

## Leben und Werk
Hermann Bartels wurde 1928 in Riesenburg geboren. Im Jahre 1948 begann er eine vierjährige Ausbildung im Atelier Bernecker in Lüneburg in Porträt, Landschaft und Kunstgeschichte. Schließlich zog er 1952 nach Frankfurt am Main und erhielt dort über die Galerie Franck Kontakt zur Künstlergruppe Quadriga (Karl Otto Götz, Bernard Schultze u. a.). 1957 ging er für ein Jahr nach Lausanne und hatte dort seine erste Einzelausstellung.
Er gehörte zu den Protagonisten der tachistischen und neuen monochromen Malerei in Deutschland. Später fand er zu gänzlich neuartigen bildnerischen Lösungen, die im Montieren von Bildobjekten aus mehreren Elementen lagen. Die Auseinandersetzung mit dem Bild und somit eine der Grundfragen der Konkreten Kunst blieb zeit seines Lebens Bartels’ grundlegendes künstlerisches Prinzip.
Die Stiftung für Konkrete Kunst und Design Ingolstadt hat im Frühjahr 2010 den Nachlass des Künstlers übernommen.

## Einzelausstellungen (Auswahl)
- Galerie l'entracte, Lausanne, 1957, 1960, 1965
- Galerie R. Boukes, Wiesbaden, 1958, 1960
- Zimmergalerie Franck, Frankfurt, 1959
- Dato-Galerie, Frankfurt, 1961
- Galerie Punt 31, Dordrecht (Gouachen), 1961
- Galerie Parnass-Jährling, Wuppertal, 1961[1]
- Pianohaus Kohl, Gelsenkirchen, 1965
- Intergallery, Brüssel, 1968
- Galerie Teufel, Koblenz, 1968, 1970
- Galerie Lichter, Frankfurt, 1971
- Halfmannshof, Gelsenkirchen (Retrospektive), 1972
- Galerie Wendtorf & Swetec, Düsseldorf, 1972
- Gallery 44, Kaarst, 1978
- Galerie im Zentrum, Berlin, 1980
- Galerie St. Johann, Saarbrücken, 1980
- Galerie Teufel, Köln, 1982
- Hermann Bartels – Malerei zwischen Fläche und Raum, Museum für Konkrete Kunst Ingolstadt, 2010

## Werke in öffentlichen Sammlungen
- Stiftung für Konkrete Kunst und Design Ingolstadt
- Museum gegenstandsfreier Kunst, Otterndorf